# العلاقات الآيسلندية الهندوراسية
العلاقات الآيسلندية الهندوراسية هي العلاقات الثنائية التي تجمع بين آيسلندا وهندوراس.

## مقارنة بين البلدين
هذه مقارنة عامة ومرجعية للدولتين:
| وجه المقارنة                                              | آيسلندا          | هندوراس          |
| --------------------------------------------------------- | ---------------- | ---------------- |
| المساحة (كم2)                                             | 103.00 ألف       | 112.49 ألف       |
| عدد السكان (نسمة)                                         | 317.35 ألف       | 9.27 مليون       |
| الكثافة السكانية (ن./كم²)                                 | 3.08             | 82.41            |
| العاصمة                                                   | ريكيافيك         | تيغوسيغالبا      |
| اللغة الرسمية                                             | اللغة الآيسلندية | اللغة الإسبانية  |
| العملة                                                    | كرونة آيسلندية   | لمبيرة هندوراسية |
| الناتج المحلي الإجمالي (بليون دولار)                      | 23.91 مليار      | 22.98 مليار      |
| الناتج المحلي الإجمالي (تعادل القوة الشرائية) بليون دولار | 15.79 مليار      | 41.14 مليار      |
| الناتج المحلي الإجمالي الاسمي للفرد دولار أمريكي          | 50.17 ألف        | 2.53 ألف         |
| الناتج المحلي الإجمالي للفرد دولار أمريكي                 | 46.55 ألف        | 4.91 ألف         |
| مؤشر التنمية البشرية                                      | 0.899            | 0.606            |
| رمز المكالمات الدولي                                      | +354             | +504             |
| رمز الإنترنت                                              | .is              | .hn              |
| المنطقة الزمنية                                           | 00، أوروبا/لندن ‏ | 00               |

## منظمات دولية مشتركة
يشترك البلدان في عضوية مجموعة من المنظمات الدولية، منها:
| علم المنظمة | اسم المنظمة                               | تاريخ انضمام آيسلندا | تاريخ انضمام هندوراس |
| ----------- | ----------------------------------------- | -------------------- | -------------------- |
|             | مؤسسة التنمية الدولية                     | 19 مايو 1961         | 23 ديسمبر 1960       |
|             | يونسكو                                    | 8 يونيو 1964         | 16 ديسمبر 1947       |
|             | وكالة ضمان الاستثمار متعدد الأطراف        | 25 سبتمبر 1998       | 30 يونيو 1992        |
|             | الأمم المتحدة                             | 19 نوفمبر 1946       | 17 ديسمبر 1945       |
|             | الفريق المعني برصد الأرض                  | ?                    | ?                    |
|             | الاتحاد البريدي العالمي                   | ?                    | ?                    |
|             | البنك الدولي للإنشاء والتعمير             | 27 ديسمبر 1945       | 27 ديسمبر 1945       |
|             | الاتحاد الدولي للاتصالات                  | 1 أكتوبر 1906        | 27 أكتوبر 1925       |
|             | منظمة حظر الأسلحة الكيميائية              | ?                    | ?                    |
|             | مؤسسة التمويل الدولية                     | 20 يوليو 1956        | 20 يوليو 1956        |
|             | المركز الدولي لتسوية المنازعات الاستشارية | 14 أكتوبر 1966       | 16 مارس 1989         |
|             | منظمة التجارة العالمية                    | ?                    | ?                    |
|             | منظمة الشرطة الجنائية الدولية             | ?                    | ?                    |

## وصلات خارجية
- موقع وزارة الخارجية الآيسلندية
- موقع وزارة الخارجية الهندوراسية